# Монголоидная раса

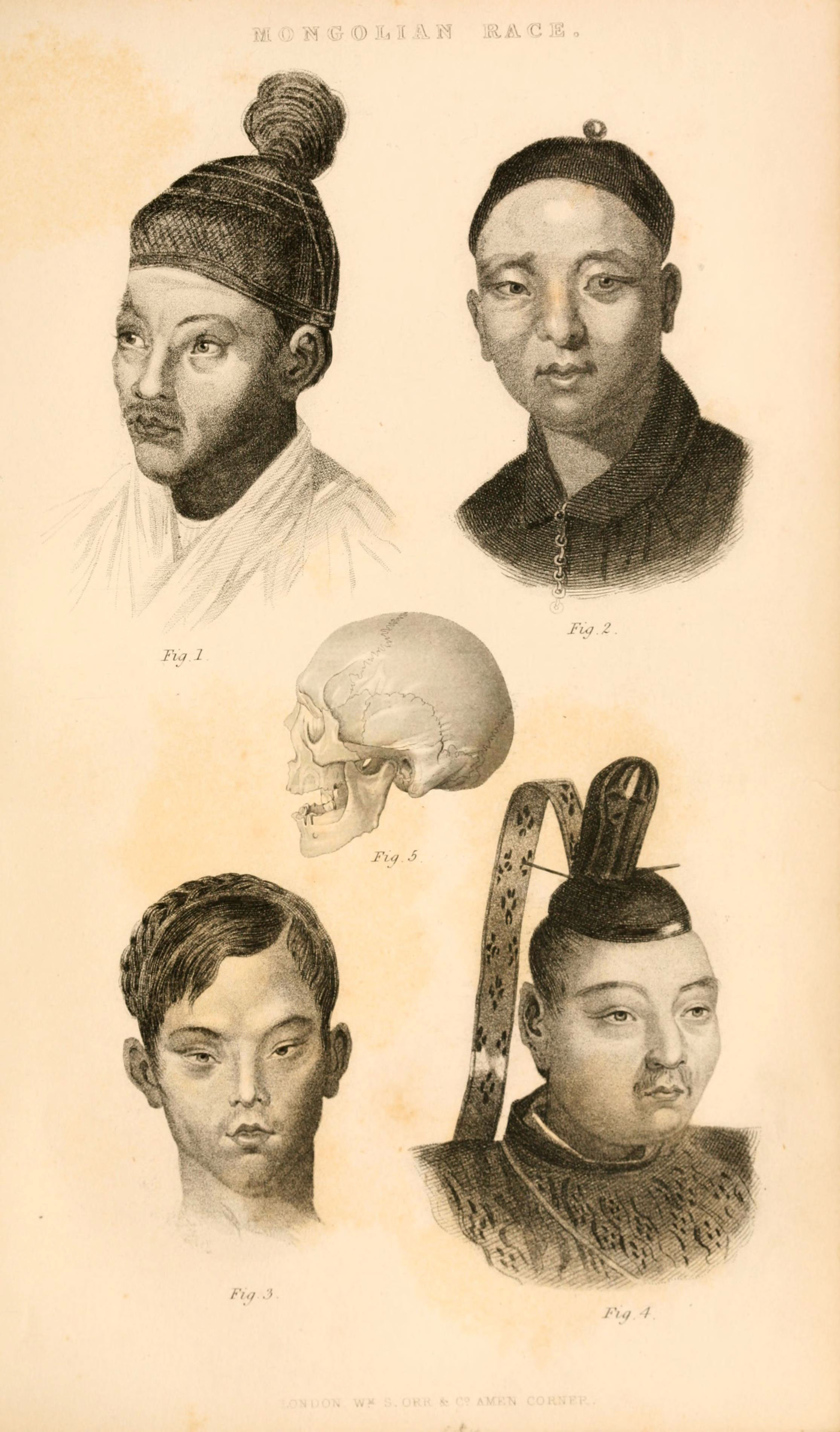
Монголоидная раса в книге «Царство животных» 1854 года

Монголо́идная ра́са — в западной антропологии — устаревшее понятие расовой классификации, не используемое в науке ввиду дискредитации представлений о расе как о биологической категории; в традиционной, в том числе советской и российской антропологии — одна из больших рас человечества, выделяемая наряду с европеоидной, негроидной и австралоидной; при этом расы рассматриваются как исторические категории, открытые популяционные системы, которые постоянно изменяются.
Концепция разделения человечества на три расы, европеоидную, монголоидную и негроидную (первоначально называвшуюся «эфиопской»), была введена в 1780-х годах членами Гёттингенской исторической школы и получила дальнейшее развитие у западных учёных в контексте расистских идеологий эпохи колониализма. Французский анатом Жорж Кювье выделял три расы — «белую» («кавказскую»), «чёрную» («эфиопскую») и «жёлтую» («монгольскую»).
Монголоидная раса в прошлом была расселена по Северной, Восточной, Юго-Восточной Азии и частично Центральной Азии, также в Америке (коренное население). Термин сначала введён для описания в первую очередь азиатских популяций различных стран Центральной и Восточной Азии. В некоторых классификациях человеческих рас монголоиды объединяются с европеиоидами в гипотетический бореальный надрасовый ствол (в частности, у Р. Биасутти) или вместе с австролоидами — в гипотетический восточный надрасовый ствол (в том числе у А. А. Зубова). Выделяются также ветви (подрасы) в самой монголоидной расе, а часть исследователей рассматривают американоидную расу как отдельную. Монголоидную расу (с включением американоидной) называют азиатско-американской.

## Признаки

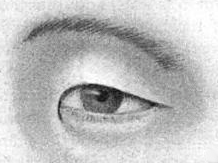
Монголоидный глаз согласно антропологу Жозефу Деникеру, 1906

Расовые признаки передаются по наследству не целым комплексом, а относительно независимо, могут комбинироваться самым разным образом и варьироваться; между расами нет чётких границ; расовый тип у конкретного человека не определяется (популяционный подход). К признакам монголоидной расы причисляют: чёрные жёсткие прямые, реже волнистые волосы; маленькие ресницы; тёмные глаза; слабое развитие третичного волосяного покрова; сильное выступание скул; уплощённое лицо; часто низкое переносье; лопатовидные резцы зубов; эпикантус и сильно развитая складка верхнего века; узкий или среднеширокий нос; светлый или смуглый цвет кожи, брахиморфное телосложение; средний или низкий рост, слизистая губ несколько толще, чем у европеоидов и др.

## Классификации
Термин «монголоидный» происходит от названия народа монголов, который в XIII веке захватил большую часть Евразии, создав Монгольскую империю. Впервые использовал термин «монголоидная раса» Кристоф Майнерс в «двоичной расовой схеме». Его «две расы», названные «татаро-кавказцами», включали кельтскую и славянскую группы, а также «монголов». 
Иоганн Блуменбах позаимствовал термин «монголы» у Кристофа Майнерса, эту расу он назвал «второй», [что] включает в себя часть Азии за Гангом и ниже реки Амур, вместе с островами и большей частью из тех стран, которые теперь называют австралийскими".
В 1861 году Изидор Жоффруа Сент-Илер добавил «австралийскую», как «вторичную расу» (подрасу) к «монгольской главной расе». В XIX веке Жорж Кювье использовал термин «монголы» снова в расовой классификации, но дополнительно включил в понятие и американских индейцев. Артюр де Гобино определял «монгольскую расу» как «жёлтую», состоящую из алтайской, монгольской, финской и татарской ветвей. Позднее Томас Гексли использовал термин «монголоидная раса», включая в неё и американских индейцев, а также арктических коренных американцев. Были предложены и другие обозначения, например, «Mesochroi» (средний цвет), но «монголоид» получил широкое распространение.
В 1882 году Август Генри Кин заявил, что «монгольский тип» включает в себя следующие «расы»: «тибетцев», «бирманцев», «тай», «корейцев», «японцев», «рюкюсцев» и «малайцев». Он полагал, что «монгольская раса» лучше всего представлена бурятами.
В 1940 году антрополог Франц Боас включил «американские расы» в рамки «монголоидной расы», среди упомянутых ацтеки в Мексике и майя Юкатана. Он также отметил, что из рас Старого Света коренным американцам наиболее близки восточные азиаты.
В 1983 году Дуглас Футуйма, профессор эволюционных процессов в Университете Мичигана, утверждал, что включение коренных американцев и жителей тихоокеанских островов в монголоидную расу не признано многими антропологами, которые считают их представителями различных рас.
В 1984 году Роджер Дж. Ледерер, профессор биологических наук в Университете штата Калифорния в Чико, отдельно перечислил монголоидные расы с тихоокеанских островов и американских индейцев.
В 1998 году Джек Д. Форбс, профессор исследований американских индейцев и антропологии в Университете Калифорнии (Дэвис) заявил, что расовый тип коренных народов Северной и Южной Америки «не попадает» в монголоидные расовые категории. Он отметил, что в связи с различными физическими чертами коренных американцев, такими как форма головы, которые кажутся едва отличимыми от многих европейцев, коренные американцы должны были либо образоваться из смеси монголоидов и европеоидов, или они произошли от предков, чей тип совмещал признаки как монголоидной, так и европеоидной расы.
Маркку Нисканен (кафедра антропологии в Университете Оулу, Финляндия) оспаривает прежнее утверждение о монголоидности финно-угров. Он утверждает, что реальность такова, что балто-финны, саамы, волжские финны, пермские финны и венгры являются фенотипически и генетически типичными европейцами.
В отличие от Нисканена, генетик Луиджи Лука Кавалли-Сфорца из Стэнфордского университета (1994) заявил, что генетическое исследование саамов показало 47,5 % «монголоидных» и 52,5 «европеоидных» генов с погрешностью ± 4,9 %. Кавалли-Сфорца считает европеоидную часть ДНК саамов, «пришедшей», вероятно, из Скандинавии, а их «монголоидную» сторону — сибирского происхождения.
В 1995 году доктор Марта Миразон Лар из отдела биологической антропологии в Кембриджском университете сгруппировала все азиатские популяции под названием «монголоидные», при этом популяции северо-востока Азии оказались типичными монголоидами, а прочие группы — атипичными.
Большая российская энциклопедия подразделяет монголоидную расу на три ветви: тихоокеанские монголоиды (дальневосточная раса и южноазиатская раса), континентальные монголоиды (североазиатская раса) и американоидная раса. Арктическая раса занимает промежуточное положение. Е. Н. Хрисанфова и И. В. Перевозчиков относили арктическую расу к континентальным монголоидам.
В современной западной антропологии расы в целом рассматриваются как неподходящие для отражения биологической изменчивости человека. В 2023 году Национальные академии наук, инженерии и медицины США отказались от выделения рас при генетических исследованиях.

## Происхождение
В эпоху мезолита монголоидность (или, что более точно, близкий к монголоидному комплекс расовых признаков) отмечается в Европе (Бавария). Однако, учитывая наличие вплоть до голоцена «краниологического полиморфизма», то есть, большого разнообразия расовых признаков даже в пределах небольшого ареала, это нельзя однозначно считать проявлением родства — схожий комплекс признаков мог сформироваться и в рамках параллельной эволюции различных групп.
Монголоидный комплекс признаков не был резко выраженным и широко распространённым до появления земледелия и централизованных государств Китая. Его распространение можно связать с небольшой популяцией, переход которой к земледелию дал значительные преимущества.